# A Man
Pour plus de détails, voir Fiche technique et Distribution.
A Man (ある男, Aru otoko, litt. « Un certain homme ») est un film japonais réalisé par Kei Ishikawa, sorti en 2022. Il s'agit de l'adaptation du roman homonyme de Keiichirō Hirano.
Il est présenté en avant-première mondiale à la Mostra de Venise 2022.
Ce film remporte huit récompenses, lors des Japan Academy Prize 2023, dont celles du meilleur film, du meilleur réalisateur, du meilleur scénario et du meilleur acteur.

## Synopsis
Dans la préfecture de Miyazaki, Rie Takemoto, aujourd'hui célibataire, a eu deux enfants d'un premier mariage : Yuto et Ryo ; mais le décès de ce dernier à deux ans (des suites d'un cancer du cerveau) a précipité son divorce. Elle rencontre un homme nommé Daisuke Taniguchi, dont elle tombe amoureuse et qu'elle épouse bientôt. Avec Yuto, ils forment une famille heureuse et ont une petite fille ensemble, jusqu’à ce qu’un accident prenne la vie de Daisuke. Un an après les funérailles, lors d'une commémoration, le frère de Taniguchi, qui rencontre Rie pour la première fois, lui affirme que l’homme sur la photo des funérailles n’est pas Daisuke. Choquée par cette révélation, Rie demande à Akira Kido, un avocat et vieil ami, d'enquêter sur la véritable identité de son mari. Plus ils en apprennent sur les antécédents de Daisuke, plus des vérités choquantes sur le passé refont surface et mettent à l’épreuve leurs relations avec leurs propres proches.

## Fiche technique
Sauf indication contraire, les informations mentionnées dans cette section peuvent être confirmées par la base de données cinématographiques IMDb,  présente dans la section « Liens externes ».
- Titre original : ある男 (Aru otoko?)
- Titre anglophone : A Man
- Réalisation : Kei Ishikawa
- Scénario : Kōsuke Mukai (ja), d'après le roman homonyme de Keiichirō Hirano
- Musique : Cicada
- Décors : Hiroyuki Wagatsuma
- Costumes : Takahashi Sayaka
- Photographie : Ryūto Kondō
- Son : Takeshi Ogawa
- Montage : Kei Ishikawa
- Production : Akita Shuhei et Tabuchi Minori
- Production exécutive : Yoshida Shigeaki
- Société de production : Shōchiku
- Sociétés de distribution : Shōchiku (Japon) ; Art House Films (France)
- Pays de production :  Japon
- Langue originale : japonais
- Format : couleur — 1,85:1
- Genre : thriller
- Durée : 121 minutes
- Dates de sortie :
  - Italie : 1er septembre 2022 (Mostra de Venise)
  - Japon : 18 novembre 2022[3]
  - France : 31 janvier 2024

## Distribution
- Satoshi Tsumabuki : Akira Kido
- Sakura Andō : Rie Taniguchi
- Masataka Kubota (en) : Daisuke Taniguchi
- Manato Sakamoto : Yūto Taniguchi, le fils de Rie
- Nana Seino (en) : Misuzu Gotō
- Hidekazu Mashima (ja) : Kyōichi Taniguchi
- Kazutoyo Koyabu (en) : Nakakita
- Miyako Yamaguchi (en) : Hatsue Takemoto, la mère de Rie
- Taiga Nakano (ja) : le vrai Daisuke Taniguchi
- Yōko Maki : Kaori Kido
- Yūmi Kawai : Akane
- Denden : Kosuge
- Akira Emoto : Norio Komiura

## Sortie

### Accueil critique
En France, le site Allociné propose une moyenne de 3,3⁄5, d'après l'interprétation de 17 critiques de presse.

## Distinctions

### Récompenses
- Japan Academy Prize 2023[2] :
  - Meilleur film
  - Meilleur réalisateur
  - Meilleur montage pour Kei Ishikawa
  - Meilleur scénario pour Kōsuke Mukai (ja)
  - Meilleur acteur pour Satoshi Tsumabuki
  - Meilleur acteur dans un second rôle pour Masataka Kubota (ja)
  - Meilleure actrice dans un second rôle pour Sakura Andō
  - Meilleur son pour Takeshi Ogawa

### Nominations
- Japan Academy Prize 2023[2] :
  - Meilleure actrice dans un second rôle pour Nana Seino (ja)
  - Meilleure musique de film pour Cicada
  - Meilleure photographie pour Ryūto Kondō
  - Meilleurs éclairages pour Kenjirō Sō
  - Meilleurs décors pour Hiroyuki Wagatsuma

### Sélection
- Mostra de Venise 2022 : section « Orizzonti »[1]